# Ахохов, Таймураз Борисович
Таймураз Борисович Ахохов (род. 10 июля 1971 год, Баксан, Кабардино-Балкарская АССР, РСФСР, СССР) — российский политик, научный деятель, глава городского округа Нальчик с 8 июня 2018 года. Кандидат экономических наук. Советник государственной гражданской службы Российской Федерации 1 класса. Отличник налоговой службы.

## Биография
Родился 10 июля 1971 года в г. Баксан, Кабардино-Балкарской АССР.
Окончил в 1988 году с отличием (золотая медаль) общеобразовательную школу №1 в г. Нарткала, Кабардино-Балкарской АССР.
Окончил в 1995 году с отличием (красный диплом) Московский государственный университет им. М. В. Ломоносова по специальности «Социология».
Окончил в 2003 году Кабардино-Балкарский государственный университет по специальности «Юриспруденция». Защитил кандидатскую диссертацию.
С 1996 по 1998 год являлся ведущим специалистом Администрации свободной экономической зоны «Кабардино-Балкария», г. Нальчик. 
С сентября 1998 по декабрь 1998 года исполнял обязанности старшего государственного налогового инспектора отдела по контролю за организацией и проведением документальных проверок Государственной налоговой инспекции по Кабардино-Балкарской Республике, г. Нальчик.
С 1998 по 2001 год был заместителем начальника отдела административного и кадрового обеспечения Управления Министерства Российской Федерации по налогам и сборам по Кабардино-Балкарской Республике, г. Нальчик.
С сентября 2001 по июль 2002 года был начальником отдела кадров Управления Министерства Российской Федерации по налогам и сборам по Кабардино-Балкарской Республике, г. Нальчик.
С июля 2002 по июнь 2003 года проходил службу в органах налоговой полиции Кабардино-Балкарской Республики, г. Нарткала.
С июня 2003 по июнь 2004 года служил в органах внутренних дел Кабардино-Балкарской Республики, г. Нальчик.
С июля 2004 по март 2005 года был заместителем руководителя Межрайонной ИФНС России № 1 по Кабардино-Балкарской Республике, г. Нальчик.
С марта 2005 по сентябрь 2006 года руководил ИФНС России по г. Нальчику, Кабардино-Балкарская Республика.
С сентября 2006 по май 2014 года был начальником Межрайонной ИФНС России № 2 по Кабардино-Балкарской Республике, г. Баксан.
С мая 2014 по март 2015 года был заместителем руководителя Управления Федеральной налоговой службы Российской Федерации по Кабардино-Балкарской Республике, г. Нальчик.
С марта 2015 по ноябрь 2015 года исполнял обязанности заместителя министра труда, занятости и социальной защиты Кабардино-Балкарской Республики, г. Нальчик
С марта 2015 по октябрь 2016 года руководил Управлением Федерального казначейства по Кабардино-Балкарской Республике, г. Нальчик.
С ноября 2016 по июль 2017 года был заместителем Председателя Правительства Кабардино-Балкарской Республики, г. Нальчик.
С июля 2017 по апрель 2018 года - первый заместитель Председателя Правительства Кабардино-Балкарской Республики, г. Нальчик.
С апреля 2018 по июнь 2018 года - и.о. Главы местной администрации городского округа Нальчик.
С июня 2018 по настоящее время является Главой местной администрации городского округа Нальчик.

## Образование и наука
Защитил кандидатскую диссертацию по теме «Направления формирования механизма инвестиционной поддержки сферы малого предпринимательства региона».
Свободно владеет кабардинским, русским, английским и осетинским языками.

## Личная жизнь
Женат, воспитывает трех сыновей.